# Great Osobor
Great Osobor (Tudela, Navarra, 13 de diciembre de 2002) es un baloncestista con doble nacionalidad española y británica que pertenece a la plantilla del Science City Jena de la Basketball Bundesliga. Con 2,03 metros de estatura, juega en la posición de ala-pívot. 

## Trayectoria deportiva

### Primeros años
Osobor nació en Tudela, Navarra y jugó hasta los 12 años en el CB Génesis de su localidad natal, hasta que se mudó con su familia a Bradford (Reino Unido). Allí asistió al Myerscough College en Bilsborrow, Inglaterra. Promedió 18 puntos y 11 rebotes con Myerscough antes de promediar 16,8 puntos y 9,1 rebotes con los Bradford Dragons de la División 1 de la NBL, el segundo nivel del baloncesto británico.

### Universidad
Jugó dos temporadas con los Bobcats de la Universidad Estatal de Montana, en las que promedió 8 puntos y 4,4 rebotes por partido. Al término de su segunda temporada se añadió al portal de transferencias de la NCAA.
El 2 de mayo de 2023 anunció que se trasladaría a la Universidad Estatal de Utah para jugar con los Utah State Aggies. Jugó una temporada en la que promedió 17,7 puntos, 9 rebotes, 2,8 asistencias, 1,3 robos y 1,4 tapones por partido, lo que le valió para ser incluido en el mejor quinteto de la Mountain West Conference, ser elegido Jugador del Año de la conferencia y mejor debutante.
Tras entrar nuevamente en el portal de transferencias al finalizar la temporada, el 13 de mayo de 2024 se comprometió con los Huskies de la Universidad de Washington, convirtiéndose en el jugador mejor pagado de la historia de la NCAA, alcanzando los dos millones de dólares gracias al NIL, que es la abreviatura universal de la capacidad de los atletas universitarios para convertirse en patrocinadores remunerados y monetizar su éxito.

#### Estadísticas
| Año     | Equipo        | PJ  | PT | MPP  | %TC  | %3P  | %TL  | RPP | APP | ROB | TPP | PPP  |
| ------- | ------------- | --- | -- | ---- | ---- | ---- | ---- | --- | --- | --- | --- | ---- |
| 2021–22 | Montana State | 35  | 1  | 15.0 | .681 | .000 | .663 | 4.2 | .7  | .5  | .5  | 6.0  |
| 2022–23 | Montana State | 34  | 2  | 19.0 | .624 | .500 | .664 | 4.6 | 1.0 | .6  | .9  | 10.1 |
| 2023–24 | Utah State    | 35  | 35 | 33.6 | .577 | .214 | .637 | 9.0 | 2.8 | 1.3 | 1.4 | 17.7 |
| 2024–25 | Washington    | 31  | 31 | 31.2 | .470 | .245 | .621 | 8.0 | 3.4 | 1.9 | .5  | 14.8 |
| Total   | Total         | 135 | 69 | 24.6 | .562 | .239 | .641 | 6.4 | 1.9 | 1.1 | .8  | 12.1 |

### Profesional
Tras sus cuatro años universitarios, disputó la NBA Summer League 2025 con Houston Rockets, promediando 7,4 puntos y 4,8 rebotes. El 20 de agosto firmó contrato con el Science City Jena de la Basketball Bundesliga.